# Томаж Менцін
 Томаж Менцін (словен. Tomaž Mencin; 12 квітня 1966, Ново Место, Словенія) — словенський дипломат. Надзвичайний і Повноважний Посол Словенії в Україні.

## Життєпис
У 1991 році закінчив Люблянський університет, бакалавр соціології, факультет політології. У 1994 році закінчив Середземноморську Академію дипломатичних наук, Університет Мальти, ступінь магістра дипломатії. Володіння мовами: англійська, іспанська, французька, сербська та хорватська (вільно), турецька, шведська (на базовому рівні).
У 1992—1996 рр. — третій секретар, Департамент неєвропейських країн, Міністерство закордонних справ Республіки Словенія.
У 1996—2000 рр. — перший секретар. Посольство Республіки Словенія в Анкарі, Туреччина. Також Тимчасовий Повірений у справах з вересня 2002 року по листопад 2003 року.
У 2000—2002 рр. — радник, заступник начальника відділу Африки, Латинської Америки та Азійсько-тихоокеанського регіону. Начальник відділу Китаю та Кореї, Міністерство закордонних справ Республіки Словенія.
У жовтні — грудні 2001 — радник, Тимчасовий Повірений у справах, Посольство Республіки Словенія в Тегерані, Іран.
У 2002—2004 рр. — радник, Тимчасовий Повірений у справах, Посольство Республіки Словенія в Нью Делі, Індія.
У 2004—2007 рр. — радник. Посольство Республіки Словенія в Стокгольмі, Швеція. Акредитований також в Естонській Республіці та Латвійській Республіці.
У 2007—2011 рр. — Повноважний міністр, начальник Департаменту Африки, Близького Сходу, Азії та Океанії, Міністерство закордонних справ Республіки Словенія.
У 2011—2015 рр. — Надзвичайний і Повноважний Посол Республіки Словенія в Буенос-Айресі, Аргентина. Акредитований також у Східній Республіці Уругвай, Республіці Парагвай, Республіці Чилі та Республіці Перу.
З вересня 2015 по грудень 2015 — начальник Департаменту економічного двостороннього співробітництва та публічної дипломатії, Міністерство закордонних справ Республіки Словенія.
У 2016—2017 рр. — Посол Департаменту прав людини, Міністерство закордонних справ Республіки Словенія.
З грудня 2017 по січень 2019 — Посол з прав людини, Заступник Постійного представника, Постійне представництво Республіки Словенія при Представництві ООН у Женеві.
З лютого 2019 по липень 2019 року — Посол Департаменту прав людини, Міністерство закордонних справ Республіки Словенія.
З липня 2019 року — Надзвичайний і Повноважний Посол Республіки Словенія в Україні з акредитацією також у Вірменії, Грузії та Молдові.
17 липня 2019 року — вручив копії вірчих грамот заступнику Міністра МЗС України з питань європейської інтеграції Олені Зеркаль.
24 липня 2019 року — вручив вірчі грамоти Президенту України Зеленському.
Посольство Словенії в України тимчасово призупиняло діяльність навесні 2022 року під час повномасштабного вторгнення військ РФ до України, 14 червня Менцін відновив роботу в Києві.